# James Farentino

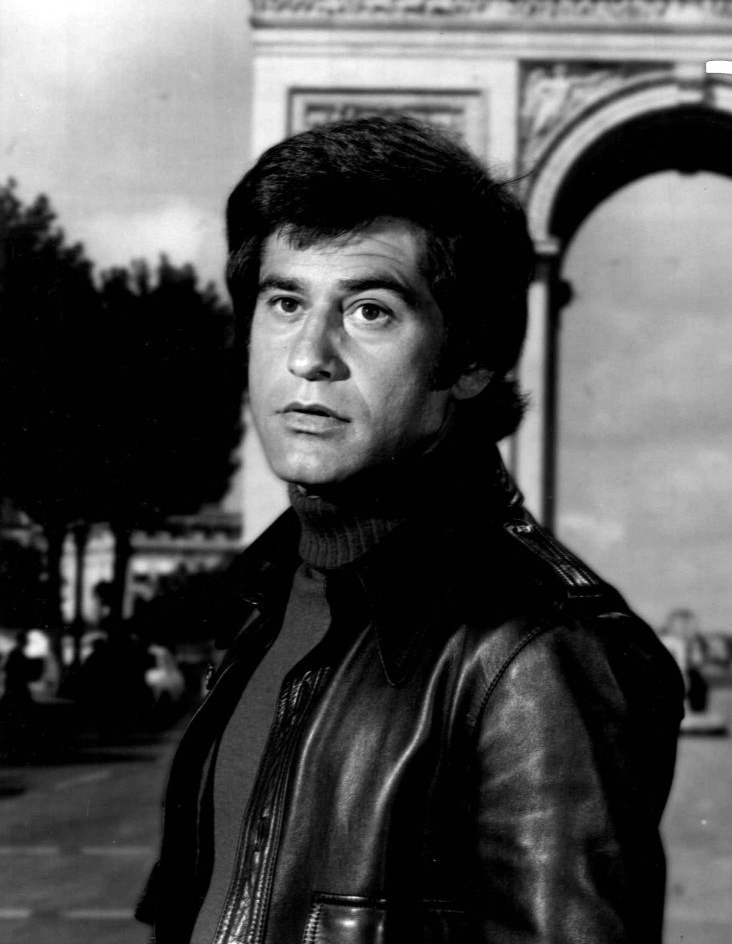
James Farentino (1972).

James Farentino, född 24 februari 1938 i Brooklyn i New York, död 24 januari 2012 i Los Angeles, Kalifornien, var en amerikansk skådespelare.
Farentino var gift med skådespelaren Elizabeth Ashley 1962–1965.

## Filmografi
- 1963 – Violent Midnight
- 1965 – De grymma och de tappra
- 1966 – En handelsresandes död
- 1967 – Dömd att hängas
- 1967 – Banning
- 1969 – Me, Natalie
- 1970 – Story of a Woman
- 1971 – Vanished
- 1974 – The Elevator
- 1975 – Crossfire
- 1977 – Djävulseld
- 1977 – Jesus från Nasaret (TV-serie)
- 1980 – Timmen noll
- 1981 – Död och begraven
- 1981 – Evita Perón (TV-serie)
- 1983 – The Cradle Will Fall
- 1984 – License to Kill
- 1985 – A Summer to Remember
- 1986 – Sins
- 1986 – Hemlig Söndag
- 1988 – The Secret of the Sahara
- 1989 – Hennes alibi
- 1990 – FBI-Morden II
- 1995 – Dazzle
- 1996 – Bulletproof
- 1998 – Scandalous Me: The Jacqueline Susann Story
- 2000 – Termination Man
- 2001 – Women of the Night